# Baptiste Valette
Pour les articles homonymes, voir Valette.
Baptiste Valette, né le 1er septembre 1992 à Sète, est un footballeur français évoluant au poste de gardien de but au RC Pays de Grasse et en équipe de France de beach soccer.

## Biographie

### En club

#### Formation à Sète et premier contrat à Montpellier
Baptiste Valette naît à Sète et commence à jouer dans le club de la ville, le FC Sète, à l'âge de 6 ans. Il commence dans les cages pour imiter son grand frère. À l’âge de 13 ans, il signe un contrat de quatre ans au Montpellier HSC. Il passe ensuite stagiaire pour une durée de deux ans. Assis sur le banc du Montpellier HSC lors des quatre premières journées de Ligue 1 2011-2012, Baptiste Valette signe son premier contrat professionnel avec le MHSC en juin 2012. Il signe pour un an. En novembre, il profite de la blessure des deux premiers gardiens du club, Laurent Pionnier et Geoffrey Jourdren, pour s'assoir à nouveau sur le banc de touche en tant que remplaçant de Jonathan Ligali.

#### Troisième gardien à Saint-Étienne
Baptiste Valette est mis à l'essai et effectue toute la préparation d’avant-saison 2013-2014 avec l'AS Saint-Étienne. Libre de tout contrat, il s'engage pour un an en tant que troisième gardien et continue ensuite de s’entraîner sous les ordres de Fabrice Grange, entraîneur des gardiens pros de l’ASSE, en compagnie de Stéphane Ruffier et Jessy Moulin,. Pour Grange, ses qualités sont sa gestuelle et son aisance. En juillet 2014, son contrat est renouvelé jusqu'en juin 2015.

#### Découverte de la deuxième division belge avec Virton
Arrivé en fin de contrat, il signe en division 2 belge à Virton. En Belgique, lors de la saison 2015-2016, il obtient une place de titulaire mais ne termine pas la saison, étant victime d'une fracture du tibia. Celle-ci le tient éloigné des terrains lors des trois dernières journées de la saison, ainsi qu'une grande partie de la saison suivante, disputée par son club en troisième division à la suite de sa relégation.

#### Du chômage à la Ligue 1 avec le Nîmes Olympique
Non conservé par Virton, il rentre libre en France et effectue un essai avec l'USL Dunkerque avant de s'entraîner avec Sedan. Il entre alors en contact avec le Nîmes Olympique qui cherche un troisième gardien et y signe finalement pour une année. Il commence la saison 2017-2018 à ce poste, avant de s'installer sur le banc de l'équipe première à la suite de la blessure de Yan Marillat, le titulaire. À la suite des difficultés de Martin Sourzac, il le remplace lors de la dixième journée et ne quitte plus cette place, disputant l'intégralité des vingt-huit rencontres restantes. Il participe ainsi à l'ascension de son club en Ligue 1, Nîmes terminant deuxième derrière le Stade de Reims.
En juin 2018, il signe un nouveau contrat de deux années avec le club gardois et retrouve le banc, devenant le second gardien de l'effectif, derrière le nouveau venu Paul Bernardoni.

#### Vers une place de titulaire en Ligue 2
Le 4 juillet 2019, Baptiste Valette signe en faveur de l'AS Nancy-Lorraine en Ligue 2 afin d'en devenir le gardien titulaire. Il y sera rejoint par Martin Sourzac qui quitte sa place de numéro 3 à Nîmes pour y devenir sa doublure à l'ASNL. Il débute comme titulaire lors de la première journée de championnat face à l'US Orléans (0-0).

### En sélection
Le 28 janvier 2008, alors membre de l'équipe de France des moins de 16 ans entrainée par Philippe Bergeroo, Baptiste Valette se blesse lors d'un accident de la route dans le sud-ouest de la Turquie. Le véhicule transporte alors la délégation française de son hôtel, dans la station balnéaire de Marmaris, vers la ville proche de Muğla, où elle doit affronter l'équipe d'Azerbaïdjan dans le cadre de l'Aegean Cup. Celui-ci s'est renversé en cours de route.
Le 11 juin 2013, Baptiste Valette est sélectionné en équipe de France de beach soccer pour disputer la seconde étape du Championnat d'Europe. Il connait sa première sélection dès le premier match contre la Suisse.

### Démêlés avec la justice
En décembre 2019, il est placé en garde à vue puis mis en examen dans le cadre d'une suspicion de viol ; il admet avoir eu un rapport sexuel avec la plaignante mais affirme qu'il était consenti.

## Statistiques
Le tableau ci-dessous retrace la carrière de Baptiste Valette depuis ses débuts :
| Saison                | Club                   | Championnat           | Championnat | Championnat | Coupe nationale | Coupe nationale | Coupe de la Ligue | Coupe de la Ligue | Total | Total |
| Saison                | Club                   | Division              | M.          | B.          | M.              | B.              | M.                | B.                | M.    | B.    |
| 2015-2016             | Excelsior Virton       | Division 1B           | 29          | 0           | 2               | 0               | -                 | -                 | 31    | 0     |
| 2016-2017             | Excelsior Virton       | Division 1 amateur    | 1           | 0           | 2               | 0               | -                 | -                 | 3     | 0     |
| Sous-total            | Sous-total             | Sous-total            | 30          | 0           | 4               | 0               | -                 | -                 | 34    | 0     |
| 2017-2018             | Nîmes Olympique        | Ligue 2               | 29          | 0           | 1               | 0               | -                 | -                 | 30    | 0     |
| 2018-2019             | Nîmes Olympique        | Ligue 1               | -           | -           | -               | -               | 1                 | 0                 | 1     | 0     |
| Sous-total            | Sous-total             | Sous-total            | 29          | 0           | 1               | 0               | 1                 | 0                 | 31    | 0     |
| 2019-2020             | AS Nancy-Lorraine      | Ligue 2               | 26          | 0           | -               | -               | 3                 | 0                 | 29    | 0     |
| 2020-2021             | AS Nancy-Lorraine      | Ligue 2               | 27          | 0           | -               | -               | -                 | -                 | 27    | 0     |
| 2021-2022             | AS Nancy-Lorraine      | Ligue 2               | 16          | 0           | 4               | 0               | -                 | -                 | 20    | 0     |
| Sous-total            | Sous-total             | Sous-total            | 69          | 0           | 4               | 0               | 3                 | 0                 | 76    | 0     |
| 2022-2023             | SO Cholet              | National              | 31          | 0           | 1               | 0               | -                 | -                 | 32    | 0     |
| 2023-2024             | FC Sochaux-Montbéliard | National              | 11          | 0           | 1               | 0               | -                 | -                 | 12    | 0     |
| 2024-2025             | FC Sochaux-Montbéliard | National              | -           | -           | 1               | 0               | -                 | -                 | 1     | 0     |
| Sous-total            | Sous-total             | Sous-total            | 11          | 0           | 2               | 0               | -                 | -                 | 13    | 0     |
| Total sur la carrière | Total sur la carrière  | Total sur la carrière | 170         | 0           | 12              | 0               | 4                 | 0                 | 186   | 0     |